# Kim Little
Kim Alison Little (ur. 29 czerwca 1990 w Aberdeen) – szkocka piłkarka występująca na pozycji pomocniczki w angielskim klubie Arsenal oraz w reprezentacji Szkocji.

## Kariera klubowa
Little zaczynała swoją karierę w Hibernian. W marcu 2008 przeniosła się do Arsenalu i w sezonie 2008/2009 opuściła tylko jedno spotkanie.

## Kariera międzynarodowa
Little w reprezentacji zadebiutowała w lutym 2007, w spotkaniu z reprezentacją Japonii, gdy w drugiej połowie zmieniła Megan Sneddon. Swojego pierwszego gola w reprezentacji zdobyła w marcu 2008 przeciwko reprezentacji Rosji.